# Satnam Singh Bhamara
Satnam Singh Bhamara (en hindi : सतनाम सिंह भमरा) est un joueur indien de basket-ball et catcheur né le 10 décembre 1995 à Ballo Ke dans l'État du Pendjab. Bhamara mesure 2,18 m et joue au poste de pivot.

## Biographie
Repéré dès son plus jeune âge grâce à ses mensurations physiques exceptionnelles, Satnam Bhamara quitte son pays natal dès l'âge de 14 ans pour rejoindre l'IMG Academy en Floride. Il constitue alors pour la NBA un espoir intéressant notamment dans l'optique de développement marketing de la ligue majeure en Inde. Son niveau d'anglais à l'issue de son cursus de lycéen n'étant pas assez bon pour rejoindre la NCAA, Bhamara décide de passer professionnel sans réaliser de cursus universitaire.

## Carrière professionnelle
Candidat à la Draft 2015 de la NBA, Bhamara est choisi en 52e position par les Mavericks de Dallas. Il est le premier indien à être sélectionné pour jouer en NBA. Après avoir participé à la Summer League à Orlando avec Dallas, il est assigné en D-League aux Legends du Texas. 
Il participe de nouveau avec les Mavericks à la Summer League d'Orlando et de Las Vegas en 2016 et 2017.
A l'issue de la saison 2016-2017, il quitte les États-Unis pour retourner vivre en Inde. Après une saison en Inde, il retourne en Amérique du Nord en signant au Canada au Edge de Saint-Jean en LNB, équipe avec laquelle il atteint la finale des playoffs du championnat canadien.

Le 8 juillet 2019, ses droits sont transférés de Dallas aux Grizzlies de Memphis avec les seconds tours de draft 2021 et 2023 en échange de Delon Wright.
En novembre 2019, il est suspendu à titre conservatoire par l'agence nationale antidopage pour avoir manqué un contrôle antidopage pendant les Jeux d'Asie du Sud.
En septembre 2021 il signe un contrat chez All Elite Wrestling la deuxième fédération de catch aux États-Unis.

## Sélection nationale
Grand espoir pour son pays, Satnam Bhamara participe avec l'Inde aux Championnats d'Asie 2011, 2013 et 2017.
Il est l'un des deux seuls joueurs de la sélection indienne, avec Singh Bullar, à participer à l'ensemble des matchs de qualifications pour la Coupe du Monde 2019. Avec 14,5 points, 7,5 rebonds pour 10,8 d'évaluation, il est le meilleur marqueur, meilleur rebondeur et la troisième meilleure évaluation de l'équipe d'Inde sur ces éliminatoires.

## Clubs successifs
- 2015-2017 :  Legends du Texas (D-League)
- 2017-2018 :  Pune Peshwas (UBA)
- 2018-2019 :  Edge de Saint-Jean (LNB)

## Palmarès
- Finaliste des playoffs LNB : 2019